# 洛沃西采

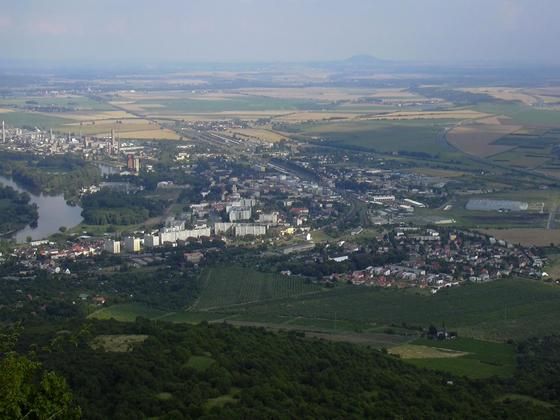

洛沃西采（捷克語：Lovosice）是捷克的城鎮，位於該國西北部易北河左岸，距離首都布拉格60公里，由烏斯季州負責管轄，面積9.37平方公里，海拔高度151米，2007年人口9,392。

## 外部連結
- Municipal office （页面存档备份，存于）
- Information pages （页面存档备份，存于）